# كازوماسا أزوما
كازوماسا أزوما (باليابانية: 東和政؛ بالكانا: あずま かずまさ) هو لاعب كرة قاعدة ياباني، ولد في 1 يونيو 1982 في سوكومو في اليابان.

## وصلات خارجية
- كازوماسا أزوما على موقع الدوري الياباني لكرة القاعدة (الإنجليزية)
- كازوماسا أزوما على موقعبيزبول رفرنس.كوم (الدوري الثانوي) (الإنجليزية)